# معركة بولوج
معركة بولوج هي معركة وقعت في سنة 1453م بين قوات الإمبراطورية العثمانية وبين القوات الألبانية بقيادة إسكندر بك، ضمن سلسلة المعارك في الحروب العثمانية الألبانية.

## الخلفية
بعد سقوط القسطنطينية، بدأ السلطان محمد الفاتح سلسلة حملات في البلقان لتعزيز السيطرة العثمانية. وكانت ألبانيا، بقيادة إسكندر بك، واحدة من أبرز قادة المقاومة الألبانية، إذ خاض منذ 1443م معارك عديدة ضد القوات العثمانية، مدعومًا بتحالفات محلية وأوروبية.
في عام 1453م، أُرسلت حملة عثمانية بقيادة بالابان باشا لاختراق الجبهة الشمالية الغربية لألبانيا عبر وادي بولوج، وهي منطقة إستراتيجية تفصل بين مقدونيا وألبانيا الحديثة.

## مجريات المعركة
اعتمد سكاندربغ على تكتيكات الكر والفر، والكمائن في التضاريس الجبلية، مستغلًا معرفته الميدانية بطبيعة الأرض، مما أوقع خسائر جسيمة في صفوف الجيش العثماني. ورغم تفوق العثمانيين عدديًا، إلا أن الحملة انتهت بتراجعهم دون تحقيق أهدافهم العسكرية.

## النتائج
- انتصار تكتيكي للقوات الألبانية.[7]
- إيقاف التقدم العثماني مؤقتًا نحو وسط ألبانيا.
- تعزيز صورة إيسكندر بك كبطل قومي ومقاوم شرس.[8]

## الأهمية
ساهمت هذه المعركة في رفع الروح المعنوية داخل صفوف المقاومة الألبانية، وبيّنت مدى فعالية أسلوب حرب العصابات ضد الجيوش النظامية الكبيرة. وتُعد مثالًا على صعوبة إخضاع ألبانيا رغم التفوق العثماني على مدار عقود.